# بیس لیک (کالیفرنیا)
بیس لیک، کالیفرنیا (به انگلیسی: Bass Lake, California) یک مکان مختص سرشماری در ایالات متحده آمریکا است که در شهرستان مادرا، کالیفرنیا واقع شده‌است.

## خصوصیات
بیس لیک ۶٫۴۵۶ کیلومترمربع مساحت و ۵۲۷ نفر جمعیت دارد و ۱٬۰۴۱ متر بالاتر از سطح دریا واقع شده‌است.